# The Reckoning (canción)
«The Reckoning» es una canción escrita y grabada por la banda neerlandesa de metal sinfónico Within Temptation de su séptimo álbum de estudio, Resist (2019). El 14 de septiembre de 2018, fue lanzado como primer sencillo, y el vídeo musical fue lanzado el 24 de septiembre de 2018. La canción cuenta con la participación del vocalista de Papa Roach Jacoby Shaddix. El vídeo fue nominado al premio Edison al mejor vídeo.

## Vídeo musical
Fue filmado en la isla de Fuerteventura, una de las Islas Canarias. El video coloca a la banda en un futuro distópico posapocalíptico, donde los miembros se ven caminando por un paisaje desértico con banderas blancas y antorchas. Cuando alcanzan un punto con una gran cantidad de pilares de máquinas grandes apuntando hacia el cielo, la banda logra correr a través de la mitad de ellos, mientras las máquinas comienzan a moverse y disparan rayos láser rojos.en el grupo Dos se quedan atrás, mientras los otros tres continúan caminando por el paisaje. Cuando se ve una luz roja en el cielo, aparece una nave espacial gigante. Dos miembros corren hacia diferentes lados, mientras que el vocalista den Adel es golpeado con una luz roja y cae de rodillas al suelo. Cuando casi son secuestrados, los dos miembros restantes golpean sus banderas blancas en el suelo causando un despliegue de energía azul, que termina golpeando la nave espacial en ambos lados. Cuando la nave espacial comienza a caer al suelo, ambos hombres y Den Adel observan su caída y destrucción.

## Lista de canciones
| Digital download |                 |          |  |
| N.º              | Título          | Duración |  |
| 1.               | «The Reckoning» | 4:11     |  |

## Créditos
Within Temptation
- Sharon den Adel - voz principal
- Robert Westerholt - guitarras
- Ruud Jolie - guitarras
- Stefan Helleblad - guitarras
- Martijn Spierenburg - teclados
- Jeroen van Veen - bajo
- Mike Coolen - baterías

Músicos invitados
- Jacoby Shaddix (Papa Roach) - voz

## Gráfica
| Gráfica(2019)                          | Pico de posición |
| -------------------------------------- | ---------------- |
| Finlandia (Radiosoittolista)           | 85               |
| Alemania (Deutsche Alternative Charts) | 12               |
| Hungría (Single Top 40)                | 25               |